# Jan Drozd
Jan Drozd (5. ledna 1837 Praha – 23. září 1910 Karlín) byl český katolický kněz, středoškolský profesor a finančník. Vyučoval náboženství na malostranském gymnáziu. Byl autorem učebnic a nábožensko-politických publikací. Účastnil se činnosti církevních a dobročinných spolků. V letech 1878–1902 stál jako starosta v čele Svatováclavské záložny; za podíl na rozsáhlých podvodech a zpronevěrách v tomto ústavu byl roku 1903 odsouzen k sedmi letům vězení.

## Život
Narodil se 5. ledna 1837 na Novém Městě v Praze, v Petrské čtvrti, jako druhé z osmi dětí chudého truhlářského pomocníka. Navštěvoval farní školu u sv. Petra, hlavní školu v Týně a piaristické gymnázium. Po smrti otce vstoupil do řádu augustiniánů; tam se mu však příliš nelíbilo a roku 1858 přestoupil do semináře, kde absolvoval teologická a historická studia s vyznamenáním.
Pracoval nejprve jako kaplan na Proseku, poté u sv. Haštala a v letech 1865–71 u sv. Vojtěcha. 11. dubna 1871 byl jmenován zatímním učitelem náboženství na malostranském obecním gymnáziu. Po absolvování dalších zkoušek se stal profesorem. 26. srpna 1890 byl přijat do státních služeb jako c. k. profesor.
Vedle učitelských povinností byl veřejně a literárně činným. 25 let působil jako jednatel Katolicko-politické jednoty pro království české. Roku 1883 se stal členem správní rady Živnostenské banky. Založil časopisy Čech a Pražský týdeník.
Roku 1890 odešel do důchodu, aby se mohl plně věnovat Svatováclavské záložně.

### Aktivity ve Svatováclavské záložně
Hlavní článek: Svatováclavská záložna
7. listopadu 1872 se stal členem Svatováclavské záložny, družstevní záložny založené krátce předtím kněžími M. Karlachem a K. Borovým. 23. ledna 1873 byl zvolen do jejího výboru a po odchodu Mikuláše Karlacha se 13. dubna 1878 stal starostou, nejvyšším představitelem finančního ústavu.
Ačkoliv to nebylo obecně známo, už v té době byly některé úvěry problémové. Neomezené ručení členů (každý majitel podílu ručil vkladatelům a dalším věřitelům celým svým majetkem) odrazovalo bohatší klienty, většinu úvěrovaných dlužníků tak tvořili nemajetní nebo alespoň méně zámožní podnikatelé. V letech 1873–4 nastala hospodářská krize, která komplikovala financování jak peněžním ústavům, tak podnikatelům. Od záložny si tak půjčovali často ti, kteří už jinde nemohli. Pod Drozdovým vedením se hospodaření viditelně zlepšilo. Záložna vykazovala zisk a mohla jej využívat. 20. dubna 1879 bylo zmírněno pravidlo pro tvorbu rezervního fondu ve stanovách; tím se uvolnila možnost vyplácet ve větším rozsahu odměny a dary, zejména podnikům katolického směru (muzejní výstavy ve svých prostorách, časopisy, dary občanským sdružením, pouť do Říma). Roku 1888 koupila záložna tři domy v Karlově ulici, které spojila s dosavadním sídlem v Řetězové. Veřejnými aktivitami i dosahovanými výsledky si získala důvěru vkladatelů. Roku 1901 převyšovala vykazovaná aktiva 18 milionů korun. Jak se však později ukázalo, velká část byla fiktivní.
Pochybnosti o skutečné finanční situaci záložny se několika členů výboru zmocnily na jaře 1902, kdy se po náhlé smrti vrchního účetního Josefa Orta objevily nesrovnalosti v jím spravované pokladní knize. Několik členů výboru požádalo diskrétně J. Drozda, aby nařídil revizi. Ten to slíbil, ale tři týdny nic neprovedl. Na přelomu dubna a května se žádost opakovala, ale opět bez výsledků. Schůze výboru 30. května 1902 se starosta Jan Drozd neúčastnil pro nemoc; ostatní členové toho využili a požádali pátera Josefa Kyselku, aby kontrolu provedl on. Ani ten ji ale nevykonal, protože nechtěl nic provádět bez vědomí Drozda.
Když se Drozd po nemoci vrátil, rozčílil se na členy výboru za jejich opovážlivost, se kterou si dovolili nařizovat proti jeho vůli kontrolu. Výbor se ale nenechal zastrašit a nařídil Kyselkovi a dalšímu členu Kreiplovi, aby provedli revizi bez ohledů a bez meškání. Rozsah zjištěných ztrát se stále zvyšoval. 26. září 1902 byl Jan Drozd odvolán z funkce starosty. V říjnu bylo zahájeno úřední vyšetřování a Drozd spolu s několika dalšími pracovníky záložny zatčen.
V listopadu a prosinci 1903 se v Praze konal soudní proces s Drozdem a pěti dalšími úředníky záložny. Drozd byl obviněn z podílu na ztrátách záložny, které převýšily 7 milionů korun. Podle obžaloby byl odpovědný za to, že:
- Jako faktický šéf záložny kolem sebe soustředil oddané lidi a působil na ně takovým vlivem, že si žádný další člen vedení nedovolil proti němu vystoupit; stal se tak osobně spoluodpovědným za činy svých podřízených[3]
- Změnou stanov umožnil podřízeným rozdělovat si zisky ve svůj prospěch[3]
- Přijímal od podřízených nadměrné dary (pocházející z majetku záložny)[3]
- Prezentoval na výročních schůzích zfalšované finanční výkazy a svou důvěryhodností zakrýval podvody před veřejností, v důsledku čehož mohly pokračovat delší dobu a ve větším rozsahu[3]
- Nechal si odepisovat vlastní závazky vůči záložně[3]
- Poskytoval půjčky svému bratru Vilému Drozdovi, ačkoli již byl velmi zadlužený, a nevymáhal jejich splácení; velká část musela být později odepsána[3]
- Poskytoval úvěry manželům Tvrzským ze Železnice u Jičína, ačkoliv své dosavadní závazky nespláceli, přijímal od nich dary a pohoštění[7]
- Založil a v letech 1881–88 Pražský týdeník, a nechal si jej v prvních šesti letech financovat z prostředků záložny; většina pohledávek byla pak odepsána. Roku 1888 vydával Pražské večerní noviny (později Večerní noviny, pak Katolické listy) a podporoval je penězi záložny, ačkoliv ta byla ve ztrátě[7]
- Uděloval nadměrné odměny řediteli Kohoutovi[7]
- Mezi srpnem a říjnem 1902, když se začaly veřejně rozšiřovat pověsti o insolvenci záložny, bránil provedení revize, vyhrožoval šiřitelům zpráv soudní žalobou a nezabránil masovému odlivu prostředků ze záložny.[3]

Při výslechu přiblížil některé okolnosti svého působení a vyjádřil se k hlavním bodům žaloby. Necítil se vinen ze spáchaných zločinů. Podle svého tvrzení vstoupil do záložny na žádost Klementa Borového. Neměl chuť věnovat se finančním záležitostem, přesto přijal nabídku ředitele Kohouta, aby se stal předsedou (starostou), ačkoli by byl raději učitelem a spisovatelem. Jeho úkolem v záložně bylo, jednat s veřejností; s úředníky jednali Václav Kohout, Josef Ort a Roman Čáslavský. Na bezprostřední řízení záložny neměl čas, protože vyučoval na gymnáziu. Pokyny dával Kohoutovi, ten je pak předával dál úředníkům. Do vnitřní správy nezasahoval a revize neprováděl, protože to nepokládal za svou povinnost. Finanční výkazy sestavovali Kohout, Ort a Frühauf, za kontrolu byl odpovědný nejprve Klement Borový, později Josef Kyselka. Drozd prakticky jen kontroloval, jestli chodí do práce; ověřoval také cenné papíry, zda se správně uplatňují pohledávky z kupónů. Když kdysi zjistil nesrovnalosti u Romana Čáslavského, propustil ho; o jiných problémech ale nevěděl. Od ředitele Kohouta mu bylo známo, že záložnu zdědil v neutěšeném stavu („nás zkazil Karlach“), netušil ale rozsah ztrát. Jeho vlastní závazky odepisoval ředitel Kohout údajně z vlastní iniciativy. S manželi Tvrzskými jednal, žádné hodnotné dary od nich ale nepřijal. Svého bratra financoval a nehnal do úpadku z útrpnosti; nechtěl, aby přišel o dům kvůli němu. Pokud jde o přijaté dary od Kohouta a Orta, domníval se, že se na ně složilo úřednictvo ze svých platů; naopak odměny a sponzorské příspěvky vyplácel pouze proto, že podle předložených účetních výkazů existoval zisk k rozdělení. Kdyby býval znal pravý stav záložny, nikdy by neučinil taková rozhodnutí.
V závěrečné řeči Drozdův advokát popřel jeho vinu. Podle něj byla už za Karlacha ztráta kolem 200.000 korun, možná až k milionu. Ztráty se navýšily například i tím, že z neexistujících zisků byl zaplacen milion na daních. Starosta nebyl dozorcem, nikdo z podřízených si mu nestěžoval. Hlavním viníkem byl podle něj Ort; ten však byl za života celebritou a jeho pohřeb se okázalostí a účastí významných osobností vyrovnal např. pohřbu F. L. Riegra. Pokud byl Ort schopen oklamat širokou veřejnost, neměl podle advokáta šanci ani starosta záložny. Drozdovou chybou prý bylo pouze to, že přijal zodpovědné místo v peněžním ústavu, ačkoli nerozuměl účetnictví.
Žalobce předložil porotě tyto otázky, týkající se Jana Drozda:
- Je spoluvinen při podvodu, který spáchal V. Kohout v letech 1881–2 falšováním bilancí (zlé činy Kohoutovy rozkazem nastrojil, úmyslně k nim dal příčinu a přispěl k jejich bezpečnému vykonání)?
- Je spoluvinen rozkazem, úmyslným zavdáváním příčiny a přispěním k bezpečnému provedení při podvodu Václava Kohouta, který v letech 1898, 1899 a 1900 společně s Josefem Ortem zfalšoval účetní zápisy a bilance tak, aby zakrývaly schodek a vykazovaly zdánlivý zisk?
- Je spoluvinen při podvodu, spáchaném Kohoutem a Ortem v letech 1901 a 1902 paděláním zápisů a bilancí v záložně?
- Je spoluvinen úmyslným zavdáním příčiny při podvodu Václava Kohouta, který roku 1884 odepsal z Drozdových půjček 1000 zlatých do fondu pro možné ztráty a 2180 na účet zisku a ztráty?
- Je spoluvinen při podvodu Kohouta, který r. 1889 odepsal 300 zlatých z jeho půjčky na účet zisku a ztráty?
- Je vinen zpronevěrou částky 3200 zlatých za léta 1890–97 z fondu pro vydržování katolických časopisů?
- Dopustil se podvodu úmyslným zatajováním finanční situace bratra Viléma Drozda na schůzích výboru v letech 1879–1902?
- Dopustil se podvodu falešným referováním o půjčkách Anně Tvrzské v letech 1893–1902?
- Dopustil se podvodu neoprávněným doporučováním podpor pro Pražský týdeník, Pražské večerní noviny a Večerní noviny v letech 1887–97?

Porota z těchto devíti otázek jednomyslně (všemi 12 hlasy) potvrdila vinu v osmi a jedné ji popřela. Jan Drozd byl poté odsouzen k sedmi letům těžkého žaláře, zostřených každých čtvrt roku půstem.

### Vězení a závěr života
Ve vězení byl zařazen mezi „chovance první třídy“, tj. takové, kteří byli trestáni poprvé a u nichž se očekává náprava. Většinu doby strávil kvůli svému zdravotnímu stavu v nemocničním oddělení, ve společnosti dalších seniorů. Část odsouzení ale také strávil v samovazbě, která podle tehdejších předpisů zkracovala délku trestu. Vždy se choval vzorně a nezavdal příčinu pro stížnosti; byl ale naopak občas terčem neomalených vtipů ze strany spoluvězňů. Po vykonání trestu byl 4. dubna 1910 propuštěn a odvezen k příbuzným.
Ubytoval se v Karlíně, odkud podnikal procházky do Prahy. Nejméně jednou byl vyrušován zástupem povykujících dětí, které ho poznaly. Jindy ho naopak zdravili a provázeli lidé, kteří nevěřili v jeho vinu a byli přesvědčeni, že byl odsouzen jen za činy jiných. Na poslední vycházce vrávoral v podnapilém stavu Celetnou ulicí tak, že dav zvědavců kolem něj zablokoval dopravu. Krátce na to, 23. září 1910, zemřel ve svém bytě v Prokopově ul. 2 v Karlíně na střevní onemocnění. Pohřben byl na Olšanech za velkého zájmu lidí; z bývalých funkcionářů Svatováclavské záložny ale nepřišel nikdo.

## Dílo
Drozd se pokládal především za spisovatele, nikoliv finančníka. Knižně vydal tyto spisy:
- Církevní dějiny (1873, 1892)
- Církevní dějiny pro vyšší gymnasia a reálky (1884, 1901)
- O chudinství a činnosti sněmu v tom směru (1889)
- Liturgika pro střední školy (1892)
- Cesty veřejného mínění : jindy a nyní : sociální politické úvahy (1901)